# Bernardo Castro Alves
Bernardo Castro Alves de Salles Cunha (Rio de Janeiro, 26 de novembro de 1991) é um ator brasileiro.

## Biografia
Aos oito anos, quando a maioria das crianças só pensa em brincar, Bernardo Castro Alves já dava os primeiros passos para ser ator.
Bastou estar inscrito na agência para Bernardo engatar um trabalho publicitário atrás do outro e, mais tarde, para participar de uma série de testes para atuar em novelas. "Quando vi, já estava em O Beijo do Vampiro, diverte-se ele, citando a novela de 2002 que marcou a sua estreia na Globo e na qual deu vida ao dramático Guilherme.
No ano seguinte, fez uma participação no Sítio do Picapau Amarelo no episódio "O Anhanguera", onde fazia o personagem Bartolomeuzinho e em 2004 participou da novela Da Cor do Pecado como Neco.
Após participar, em 2008 de Os Mutantes da Rede Record, ele retorna a Rede Globo onde participa da temporada de 2009 da novelinha Malhação.
Seu personagem era Diego e tinha bastante destaque, participando da Quadribanda.
Em 2010, Bernardo participou do episodio "A Desinibida do Grajaú" da série As Cariocas.
Em 2012 ingressou no curso de Relações Internacionais na ESPM até o momento, previsão de termino em 2015.
Ele deixou a carreira de ator em 2012, logo no término da novela Vidas em Jogo.

## Carreira

### Televisão
| Ano  | Título                           | Personagem                  | Notas                     |
| 2001 | Sítio do Picapau Amarelo         | Coronel Teodorico (criança) | "A Festa do Faz de Conta" |
| 2002 | O Beijo do Vampiro Malhação 2003 | Guilherme João              | Amigo do Bruno            |
| 2003 | Sítio do Picapau Amarelo         | Bartolomeuzinho             | "O Anhanguera"            |
| 2004 | Da Cor do Pecado                 | Neco                        |                           |
| 2005 | Prova De Amor                    | Cleto                       |                           |
| 2008 | Os Mutantes                      | Rico                        |                           |
| 2009 | Malhação                         | Diego dos Santos            |                           |
| 2010 | As Cariocas                      | Ismaelzinho                 | "A Desinibida do Grajaú"  |
| 2011 | Vidas em Jogo                    | Severino (jovem)            |                           |